# Biyi Bandele
Biyi Bandele-Thomas (Kafanchan, 13 d'octubre de 1967 - Lagos, 7 d'agost de 2022) fou un novel·lista, dramaturg, guionista i director de cinema nigerià resident a Londres. Conegut amb el nom de Biye Bandele va ser un dels escriptors nigerians residents a Gran Bretanya més prolífics i versàtils. Va treballar en el teatre, periodisme, televisió, cinema i ràdio. La seva adaptació de 1997 de l'obra Things Fall Apart del nigerià Chinua Achebe per al públic britànic el va consagrar com una veu important de la literatura post-colonial africana. En l'actualitat
Biyi Bandele, fill de pares iorubes va néixer a Kafanchan, al nord de Nigèria. El seu pare fou un veterà de la Campanya de Birmània, a la Segona Guerra Mundial quan Nigèria formava part de l'Imperi Britànic. Bandele va viure fins als 18 anys al nord de Nigèria i va rebre una educació en la tradició cultural hausa. Posteriorment va anar a viure a Lagos, on va estudiar drama a la Universitat Obafemi Awolowo d'Ife i el 1990 va anar a viure a Londres. El seu talent ja fou reconegut el 1989 quan va guanyar la competició International Student Playscript abans de guanyar el premi del British Council de Lagos el 1990 per una col·lecció de poemes no editats.

## Obra
S'han editat les seves obres en nou països: Regne Unit (16), Països Baixos (6), Nigèria (3), Kiribati (3), França (3), Alemanya (3), Sud-àfrica (2), Polònia (2) i Espanya (1).
Les editorials que han editat llibres de Bandele són: Heinemann; Proquest (8), Penguin (5), Dedicon (4), Picador (3), dipa (3), Bellew Pub (3), Spectrum Books (2), Vintage (1), Titanic (1), Random House (1), El Cobre (1), Dom Wydawniczy Rebis (1).
Com a dramaturg, Bandele va treballar amb la Royal Court Theatre, la Royal Shakespeare Company i va escriure drames radiofònics i guions per la televisió. Les seves obres dramàtiques són: Rain, Marching for Fausa (1993); Resurrections in the Season of the Longest Drought (1994); Two Horsemen (1994), obra seleccionada com Millor obra nova en el Festival London New Plays del mateix any; Death Catches the Hunter and Me and Boys (1995) i Oroonoko, una adaptació de la novel·la homònima del segle xvii d'Aphra Behn; Brixton Stories, adaptació de la seva pròpia novel·la, The Street (1999); i Happy Birthday Mister Deka (1999). Bandele també va actuar a la Royal Literary Fund i fou el dramaturg resident del Teatre Bush entre el 2002 i el 2003.
Entre les novel·les de Biyi Bandele destaquen The Man Who Came in from Back of Beyond (1991) i The Street (1999). El 1997 va escriure la novel·la Burma Boy. and is lauded for providing a voice for previously unheard Africans.
Biyi Bandele va debutar com a director de cinema en la pel·lícula Half of a Yellow Sun, obra seleccionada en la secció de Presentació Especial en el Festival Internacional de Cinema de Toronto de 2013.,
Bandele també va dirigir i guionitzar la mini-sèrie de televisió Shuga, de vuit episodis el 2013.

### Obres
- The Man Who Came In From the Back of Beyond, Bellew, 1991
- The Sympathetic Undertaker: and Other Dreams, Bellew, 1991
- Marching for Fausa, Amber Lane Press, 1993
- Resurrections in the Season of the Longest Drought, Amber Lane Press, 1994
- Two Horsemen, Amber Lane Press, 1994
- Death Catches the Hunter/Me and the Boys, Amber Lane Press, 1995
- Things Fall Apart de Chinua Achebe (adaptation), 1999
- Oroonoko d'Aphra Behn (adaptation), Amber Lane Press, 1999
- The Street, Picador, 1999
- Brixton Stories/Happy Birthday, Mister Deka, Methuen, 2001
- Burma Boy, Jonathan Cape, 2007

## Premis
- 1989 - International Studen Playscript Competition - Rain
- 1989 – International Student Playscript Competition - Rain
- 1994 – London New Play Festival - Two Horsemen
- 1995 – Wingate Scholarship Award
- 1998 – Premi Peggy Ramsay
- 2000 – EMMA (BT Ethnic and Multicultural Media Award) per Best Play - Oroonoko